# Голобська селищна територіальна громада
Голобська селищна громада — територіальна громада в Україні, у Ковельському районі Волинської області. Адміністративний центр — селище Голоби.
Площа громади — 298,81 км², населення — 8670 мешканців (2018).
Утворена 14 серпня 2015 року шляхом об'єднання Голобської селищної ради та Майданської, Новомосирської, Поповичівської сільських рад Ковельського району.
20 липня 2017 року внаслідок добровільного приєднання до громади приєдналася Радошинська сільська рада.

## Населені пункти
До складу громади входять 1 селище (Голоби) і 22 села: Байківці, Битень, Борщівка, Бруховичі, Великий Порськ, Вівчицьк, Дарівка, Діброва, Жмудче, Калиновник, Майдан, Малий Порськ, Мар'янівка, Новий Мосир, Нужель, Партизанське, Погіньки, Поповичі, Радошин, Свидники, Солотвин, Старий Мосир.

## Соціальна сфера
Станом на 2016 рік на утриманні громади перебували 15 фельдшерсько-акушерських пунктів, лікарня, 8 шкіл різного ступеня, дитячий садок, 17 закладів культури та 3 заклади фізичної культури.

## Визначні місця
В селищі Голоби розташована низка будівель визнаних пам'ятками архітектури XVIII — початку XX століть:
- Михайлівський костел;
- Садиба Вільгів;
- Садибний будинок;
- В'їзна брама до садиби;
- Георгіївська церква з дзвіницею та будинок залізничної станції.

В селі Погіньки знаходиться дерев'яна Церква Різдва Богородиці, зведена у 1903 році, яка теж має охоронний статус.